# Villembray
Villembray és un municipi francès, situat al departament de l'Oise i a la regió dels Alts de França. L'any 2007 tenia 244 habitants.

## Demografia

### Població
El 2007 la població de fet de Villembray era de 244 persones. Hi havia 85 famílies de les quals 12 eren unipersonals (4 homes vivint sols i 8 dones vivint soles), 24 parelles sense fills i 49 parelles amb fills.
La població ha evolucionat segons el següent gràfic:
Habitants censats

### Habitatges
El 2007 hi havia 99 habitatges, 86 eren l'habitatge principal de la família, 11 eren segones residències i 2 estaven desocupats. 98 eren cases i 1 era un apartament. Dels 86 habitatges principals, 79 estaven ocupats pels seus propietaris, 5 estaven llogats i ocupats pels llogaters i 2 estaven cedits a títol gratuït; 6 tenien dues cambres, 8 en tenien tres, 30 en tenien quatre i 41 en tenien cinc o més. 71 habitatges disposaven pel capbaix d'una plaça de pàrquing. A 28 habitatges hi havia un automòbil i a 53 n'hi havia dos o més.

### Piràmide de població
La piràmide de població per edats i sexe el 2009 era:
| Homes | Edats   | Dones |
| ----- | ------- | ----- |
| 0     | 95 o +  | 0     |
| 0     | 90 a 94 | 0     |
| 0     | 85 a 89 | 0     |
| 0     | 80 a 84 | 4     |
| 0     | 75 a 79 | 4     |
| 8     | 70 a 74 | 4     |
| 8     | 65 a 69 | 4     |
| 0     | 60 a 64 | 0     |
| 0     | 55 a 59 | 8     |
| 4     | 50 a 54 | 4     |
| 0     | 45 a 49 | 12    |
| 12    | 40 a 44 | 8     |
| 8     | 35 a 39 | 16    |
| 16    | 30 a 34 | 0     |
| 0     | 25 a 29 | 8     |
| 4     | 20 a 24 | 16    |
| 12    | 15 a 19 | 16    |
| 4     | 10 a 14 | 16    |
| 8     | 5 a 9   | 4     |
| 12    | 0 a 4   | 4     |

## Economia
El 2007 la població en edat de treballar era de 161 persones, 124 eren actives i 37 eren inactives. De les 124 persones actives 113 estaven ocupades (59 homes i 54 dones) i 11 estaven aturades (4 homes i 7 dones). De les 37 persones inactives 12 estaven jubilades, 15 estaven estudiant i 10 estaven classificades com a «altres inactius».

### Ingressos
El 2009 a Villembray hi havia 86 unitats fiscals que integraven 247,5 persones, la mediana anual d'ingressos fiscals per persona era de 19.390 €.

### Activitats econòmiques
Dels 4 establiments que hi havia el 2007, 1 era d'una empresa de construcció, 1 d'una empresa de comerç i reparació d'automòbils, 1 d'una empresa de serveis i 1 d'una empresa classificada com a «altres activitats de serveis».
L'únic servei als particulars que hi havia el 2009 era una empresa de construcció.
L'any 2000 a Villembray hi havia 10 explotacions agrícoles que ocupaven un total de 492 hectàrees.

## Equipaments sanitaris i escolars
El 2009 hi havia una escola elemental integrada dins d'un grup escolar amb les comunes properes formant una escola dispersa.

## Poblacions més properes
El següent diagrama mostra les poblacions més properes.